# Colegio Universitario Augustinianum
El Colegio Universitario Augustinianum fue fundado en 1933 por el Padre Agostino Gemelli para completar y actuar el proyecto formativo de la Universidad Católica del Sagrado Corazón de Jesús en Milán. La institución contribuyó a la formación de la clase dirigente italiana  después del segundo conflicto mundial en Europa. Tres primeros ministros de la Democracia Cristiana Italiana surgieron de los claustros del renombrado colegio: Amintore Fanfani, Ciriaco De Mita y Romano Prodi, este último también Presidente de la Unión Europea. 
Desde el 1943 al  1945 el colegio fue cerrado debido a los bombardeos de las fuerzas aliadas  que terminaron con la destrucción de gran parte del edificio que hospedaba la Universidad católica. El nombre del colegio adquiere de nuevo relevancia con la contestación de 1968; muchos de los líderes que guiaron la protesta estudiantil se habían formado entre sus muros. La jerarquía de la Iglesia católica reaccionó  trasladando la institución del centro a la periferia de la ciudad. El espíritu comunitario distingue a los colegiales del Augustinianum, sus estudiantes fueron siempre seleccionados siguiendo el criterio del mérito y la inteligencia. En 1992 el Augustinianum  regresó a su lugar de origen.